# Campeonato Metropolitano 1976 (Argentina)
El llamado Torneo Metropolitano 1976 fue el quincuagésimo séptimo de la era profesional y el primero de los dos disputados ese año organizados por la AFA, en lo que constituyó la cuadragésima sexta temporada del fútbol profesional en la Primera División de Argentina. Comenzó el 15 de febrero y finalizó el 8 de agosto.
Se disputó en dos secciones clasificatorias conformadas cada una por la mitad de los equipos participantes, enfrentándose todos contra todos, más un partido interzonal por fecha, en dos ruedas de partido y revancha, y un certamen final con los seis mejor ubicados de cada zona, en un solo enfrentamiento disputado en cancha neutral, en lo que se denominó ronda por el título. 
Vio ganador al Club Atlético Boca Juniors, cuyo equipo levantó notoriamente su rendimiento en la segunda fase del torneo y superó al Club Atlético Huracán, que había realizado la mejor campaña en la ronda de clasificación y finalmente obtuvo el subcampeonato. Clasificó de esta manera a la Copa Libertadores 1977.
Todos los equipos participantes y el Club Atlético Platense, campeón de la Primera B y ascendido para jugar el siguiente Metropolitano, disputaron el Torneo Nacional. 
Después de haber sido anulado durante las tres últimas temporadas, volvió a producirse un descenso, establecido a través de un minitorneo jugado por los cinco equipos peor ubicados en cada una de las zonas clasificatorias, con la misma modalidad que el certamen por el título.

## Ascensos y descensos
| Pos    | Equipos ascendidos |
| ------ | ------------------ |
| 1.º    | Quilmes            |
| 1.º TR | San Telmo          |

| Equipos descendidos en la temporada 1975 |
| ---------------------------------------- |
| No hubo                                  |

De esta manera, los participantes aumentaron a 22.

## Equipos
| Equipo             | Ciudad       |
| ------------------ | ------------ |
| All Boys           | Buenos Aires |
| Argentinos Juniors | Buenos Aires |
| Atlanta            | Buenos Aires |
| Banfield           | Banfield     |
| Boca Juniors       | Buenos Aires |
| Chacarita Juniors  | Villa Maipú  |
| Colón              | Santa Fe     |
| Estudiantes        | La Plata     |
| Ferro Carril Oeste | Buenos Aires |
| Gimnasia y Esgrima | La Plata     |
| Huracán            | Buenos Aires |
| Independiente      | Avellaneda   |
| Newell's Old Boys  | Rosario      |
| Quilmes            | Quilmes      |
| Racing Club        | Avellaneda   |
| River Plate        | Buenos Aires |
| Rosario Central    | Rosario      |
| San Lorenzo        | Buenos Aires |
| San Telmo          | Dock Sud     |
| Temperley          | Temperley    |
| Unión              | Santa Fe     |
| Vélez Sarsfield    | Buenos Aires |

### Distribución geográfica de los equipos
| Región                 | Cant. | Equipos |
| ---------------------- | ----- | --- |
| Ciudad de Buenos Aires | 9     | All Boys, Argentinos Juniors, Atlanta, Boca Juniors, Ferro Carril Oeste, Huracán, River Plate, San Lorenzo y Vélez Sarsfield |
| Conurbano bonaerense   | 7     | Banfield, Chacarita Juniors, Independiente, Quilmes, Racing Club, San Telmo y Temperley                                      |
| Provincia de Santa Fe  | 4     | Colón, Newell's Old Boys, Rosario Central y Unión                                                                            |
| Ciudad de La Plata     | 2     | Estudiantes y Gimnasia y Esgrima                                                                                             |

## Serie de clasificación
Los equipos fueron divididos en dos secciones, que jugaron y sumaron puntos independientemente entre sí, salvo un partido por fecha llamado interzonal, el que, en principio, correspondía a los respectivos clásicos, excepto aquellos equipos que su rival no participaba del torneo, como por ejemplo, Temperley y San Telmo, que fueron emparejados con otros por razones de cercanía geográfica.

### Tabla de posiciones final de la Sección A
| Pos. | Equipo             | Pts. | PJ | PG | PE | PP | GF | GC | Dif. |
| ---- | ------------------ | ---- | -- | -- | -- | -- | -- | -- | ---- |
| 1.º  | Huracán            | 37   | 22 | 15 | 7  | 0  | 47 | 20 | 27   |
| 2.º  | Estudiantes (LP)   | 29   | 22 | 10 | 9  | 3  | 33 | 22 | 11   |
| 3.º  | Independiente      | 28   | 22 | 9  | 10 | 3  | 37 | 24 | 13   |
| 4.º  | Boca Juniors       | 25   | 22 | 9  | 7  | 6  | 30 | 22 | 8    |
| 5.º  | Colón              | 22   | 22 | 9  | 4  | 9  | 35 | 35 | 0    |
| 6.º  | Rosario Central    | 21   | 22 | 6  | 9  | 7  | 38 | 28 | 10   |
| 7.º  | Ferro Carril Oeste | 20   | 22 | 6  | 8  | 8  | 28 | 36 | −8   |
| 8.º  | Banfield           | 18   | 22 | 4  | 10 | 8  | 29 | 40 | −11  |
| 9.º  | Atlanta            | 16   | 22 | 6  | 4  | 12 | 19 | 39 | −20  |
| 10.º | San Telmo          | 15   | 22 | 4  | 7  | 11 | 27 | 37 | −10  |
| 11.º | All Boys           | 12   | 22 | 2  | 8  | 12 | 15 | 38 | −23  |

|  | Clasificó al certamen por el título.        |
|  | Debió disputar el certamen por el descenso. |

### Tabla de posiciones final de la Sección B
| Pos. | Equipo                  | Pts. | PJ | PG | PE | PP | GF | GC | Dif. |
| ---- | ----------------------- | ---- | -- | -- | -- | -- | -- | -- | ---- |
| 1.º  | River Plate             | 27   | 22 | 12 | 3  | 7  | 43 | 26 | 17   |
| 2.º  | Gimnasia y Esgrima (LP) | 26   | 22 | 9  | 8  | 5  | 36 | 29 | 7    |
| 3.º  | Quilmes                 | 26   | 22 | 10 | 6  | 6  | 36 | 36 | 0    |
| 4.º  | San Lorenzo             | 25   | 22 | 10 | 5  | 7  | 31 | 29 | 2    |
| 5.º  | Unión                   | 24   | 22 | 10 | 4  | 8  | 34 | 23 | 11   |
| 6.º  | Newell's Old Boys       | 24   | 22 | 8  | 8  | 6  | 32 | 28 | 4    |
| 7.º  | Vélez Sarsfield         | 23   | 22 | 10 | 3  | 9  | 31 | 27 | 4    |
| 8.º  | Racing Club             | 21   | 22 | 8  | 5  | 9  | 36 | 37 | −1   |
| 9.º  | Chacarita Juniors       | 18   | 22 | 7  | 4  | 11 | 32 | 43 | −11  |
| 10.º | Argentinos Juniors      | 14   | 22 | 5  | 4  | 13 | 27 | 43 | −16  |
| 11.º | Temperley               | 13   | 22 | 3  | 7  | 12 | 21 | 35 | −14  |

|  | Clasificó al certamen por el título.        |
|  | Debió disputar el certamen por el descenso. |

### Resultados

#### Primera rueda
| Fecha 1 - Sección A | Fecha 1 - Sección A | Fecha 1 - Sección A | Fecha 1 - Sección A | Fecha 1 - Sección A |
| Local               | Resultado           | Visitante           | Estadio             | Fecha               |
| ------------------- | ------------------- | ------------------- | ------------------- | ------------------- |
| Boca Juniors        | 2 - 0               | All Boys            | La Bombonera        | 15 de febrero       |
| Huracán             | 2 - 1               | Independiente       | Tomás A. Ducó       | 15 de febrero       |
| Rosario Central     | 4 - 1               | Atlanta             | Gigante de Arroyito | 15 de febrero       |
| Estudiantes (LP)    | 2 - 0               | Banfield            | Jorge Luis Hirschi  | 15 de febrero       |
| Colón               | 0 - 1               | San Telmo           | Brigadier E. López  | 15 de febrero       |

| Fecha 1 - Sección B | Fecha 1 - Sección B | Fecha 1 - Sección B     | Fecha 1 - Sección B | Fecha 1 - Sección B |
| Local               | Resultado           | Visitante               | Estadio             | Fecha               |
| ------------------- | ------------------- | ----------------------- | ------------------- | ------------------- |
| Chacarita Juniors   | 3 - 3               | Newell's Old Boys       | José Amalfitani     | 13 de febrero       |
| Argentinos Juniors  | 2 - 5               | River Plate             | José Amalfitani     | 15 de febrero       |
| Racing              | 3 - 4               | San Lorenzo             | El Cilindro         | 15 de febrero       |
| Temperley           | 2 - 3               | Gimnasia y Esgrima (LP) | Temperley           | 15 de febrero       |
| Quilmes             | 1 - 1               | Unión                   | Quilmes             | 15 de febrero       |

| Fecha 1 - Interzonal | Fecha 1 - Interzonal | Fecha 1 - Interzonal | Fecha 1 - Interzonal | Fecha 1 - Interzonal |
| Local                | Resultado            | Visitante            | Estadio              | Fecha                |
| -------------------- | -------------------- | -------------------- | -------------------- | -------------------- |
| Ferro Carril Oeste   | 2 - 0                | Vélez Sarsfield      | Ferro Carril Oeste   | 15 de febrero        |

| Fecha 2 - Sección A | Fecha 2 - Sección A | Fecha 2 - Sección A | Fecha 2 - Sección A | Fecha 2 - Sección A |
| Local               | Resultado           | Visitante           | Estadio             | Fecha               |
| ------------------- | ------------------- | ------------------- | ------------------- | ------------------- |
| San Telmo           | 3 - 5               | Ferro Carril Oeste  | Tomás A. Ducó       | 18 de febrero       |
| Banfield            | 1 - 1               | Colón               | Banfield            | 18 de febrero       |
| Atlanta             | 1 - 0               | Estudiantes (LP)    | Atlanta             | 18 de febrero       |
| Independiente       | 4 - 2               | Rosario Central     | La Doble Visera     | 18 de febrero       |
| All Boys            | 1 - 2               | Huracán             | All Boys            | 18 de febrero       |

| Fecha 2 - Sección B     | Fecha 2 - Sección B | Fecha 2 - Sección B | Fecha 2 - Sección B             | Fecha 2 - Sección B |
| Local                   | Resultado           | Visitante           | Estadio                         | Fecha               |
| ----------------------- | ------------------- | ------------------- | ------------------------------- | ------------------- |
| Vélez Sarsfield         | 1 - 3               | Quilmes             | José Amalfitani                 | 18 de febrero       |
| Unión                   | 2 - 0               | Temperley           | La Avenida                      | 18 de febrero       |
| Gimnasia y Esgrima (LP) | 1 - 0               | Chacarita Juniors   | Del Bosque                      | 18 de febrero       |
| Newell's Old Boys       | 3 - 4               | Racing              | Coloso del Parque Independencia | 18 de febrero       |
| San Lorenzo             | 1 - 1               | Argentinos Juniors  | El Gasómetro                    | 18 de febrero       |

| Fecha 2 - Interzonal | Fecha 2 - Interzonal | Fecha 2 - Interzonal | Fecha 2 - Interzonal | Fecha 2 - Interzonal |
| Local                | Resultado            | Visitante            | Estadio              | Fecha                |
| -------------------- | -------------------- | -------------------- | -------------------- | -------------------- |
| River Plate          | 0 - 0                | Boca Juniors         | Monumental           | 18 de febrero        |

| Fecha 3 - Sección A | Fecha 3 - Sección A | Fecha 3 - Sección A | Fecha 3 - Sección A | Fecha 3 - Sección A |
| Local               | Resultado           | Visitante           | Estadio             | Fecha               |
| ------------------- | ------------------- | ------------------- | ------------------- | ------------------- |
| Huracán             | 2 - 1               | Boca Juniors        | Tomás A. Ducó       | 22 de febrero       |
| Rosario Central     | 4 - 0               | All Boys            | Gigante de Arroyito | 22 de febrero       |
| Estudiantes (LP)    | 2 - 2               | Independiente       | Jorge Luis Hirschi  | 22 de febrero       |
| Colón               | 1 - 0               | Atlanta             | Brigadier E. López  | 22 de febrero       |
| Ferro Carril Oeste  | 1 - 0               | Banfield            | Ferro Carril Oeste  | 22 de febrero       |

| Fecha 3 - Sección B | Fecha 3 - Sección B | Fecha 3 - Sección B     | Fecha 3 - Sección B | Fecha 3 - Sección B |
| Local               | Resultado           | Visitante               | Estadio             | Fecha               |
| ------------------- | ------------------- | ----------------------- | ------------------- | ------------------- |
| Chacarita Juniors   | 2 -2                | Unión                   | Chacarita Juniors   | 22 de febrero       |
| River Plate         | 5 - 1               | San Lorenzo             | Monumental          | 22 de febrero       |
| Argentinos Juniors  | 0 - 1               | Newell's Old Boys       | Argentinos Juniors  | 22 de febrero       |
| Racing              | 2 - 2               | Gimnasia y Esgrima (LP) | El Cilindro         | 22 de febrero       |
| Temperley           | 1 - 2               | Vélez Sarsfield         | Temperley           | 22 de febrero       |

| Fecha 3 - Interzonal | Fecha 3 - Interzonal | Fecha 3 - Interzonal | Fecha 3 - Interzonal | Fecha 3 - Interzonal |
| Local                | Resultado            | Visitante            | Estadio              | Fecha                |
| -------------------- | -------------------- | -------------------- | -------------------- | -------------------- |
| Quilmes              | 4 - 1                | San Telmo            | Quilmes              | 20 de febrero        |

| Fecha 4 - Sección A | Fecha 4 - Sección A | Fecha 4 - Sección A | Fecha 4 - Sección A | Fecha 4 - Sección A |
| Local               | Resultado           | Visitante           | Estadio             | Fecha               |
| ------------------- | ------------------- | ------------------- | ------------------- | ------------------- |
| Banfield            | 2 - 2               | San Telmo           | Banfield            | 1 de marzo          |
| Atlanta             | 1 - 2               | Ferro Carril Oeste  | Atlanta             | 1 de marzo          |
| Independiente       | 3 - 2               | Colón               | La Doble Visera     | 1 de marzo          |
| All Boys            | 2 - 2               | Estudiantes (LP)    | All Boys            | 1 de marzo          |
| Boca Juniors        | 1 - 0               | Rosario Central     | La Bombonera        | 1 de marzo          |

| Fecha 4 - Sección B     | Fecha 4 - Sección B | Fecha 4 - Sección B | Fecha 4 - Sección B             | Fecha 4 - Sección B |
| Local                   | Resultado           | Visitante           | Estadio                         | Fecha               |
| ----------------------- | ------------------- | ------------------- | ------------------------------- | ------------------- |
| Quilmes                 | 0 -0                | Temperley           | Quilmes                         | 1 de marzo          |
| Vélez Sarsfield         | 2 - 1               | Chacarita Juniors   | José Amalfitani                 | 1 de marzo          |
| Unión                   | 1 - 0               | Racing              | La Avenida                      | 1 de marzo          |
| Gimnasia y Esgrima (LP) | 2 - 0               | Argentinos Juniors  | Del Bosque                      | 1 de marzo          |
| Newell's Old Boys       | 1 - 2               | River Plate         | Coloso del Parque Independencia | 1 de marzo          |

| Fecha 4 - Interzonal | Fecha 4 - Interzonal | Fecha 4 - Interzonal | Fecha 4 - Interzonal | Fecha 4 - Interzonal |
| Local                | Resultado            | Visitante            | Estadio              | Fecha                |
| -------------------- | -------------------- | -------------------- | -------------------- | -------------------- |
| Huracán              | 3 - 1                | San Lorenzo          | Tomás A. Ducó        | 1 de marzo           |

| Fecha 5 – Sección A | Fecha 5 – Sección A | Fecha 5 – Sección A | Fecha 5 – Sección A | Fecha 5 – Sección A |
| Local               | Resultado           | Visitante           | Estadio             | Fecha               |
| ------------------- | ------------------- | ------------------- | ------------------- | ------------------- |
| Rosario Central     | 1 - 2               | Huracán             | Gigante de Arroyito | 7 de marzo          |
| Estudiantes (LP)    | 0 - 0               | Boca Juniors        | Jorge Luis Hirschi  | 7 de marzo          |
| Colón               | 1 - 0               | All Boys            | Brigadier E. López  | 7 de marzo          |
| San Telmo           | 0 - 0               | Atlanta             | Tomás A. Ducó       | 7 de marzo          |
| Ferro Carril Oeste  | 0 - 0               | Independiente       | Ferro Carril Oeste  | 7 de marzo          |

| Fecha 5 - Sección B | Fecha 5 - Sección B | Fecha 5 - Sección B     | Fecha 5 - Sección B | Fecha 5 - Sección B |
| Local               | Resultado           | Visitante               | Estadio             | Fecha               |
| ------------------- | ------------------- | ----------------------- | ------------------- | ------------------- |
| Racing              | 2 - 2               | Vélez Sarsfield         | El Cilindro         | 5 de marzo          |
| Chacarita Juniors   | 1 -1                | Quilmes                 | Atlanta             | 7 de marzo          |
| San Lorenzo         | 1 - 1               | Newell's Old Boys       | El Gasómetro        | 7 de marzo          |
| Argentinos Juniors  | 0 - 0               | Unión                   | Argentinos Juniors  | 7 de marzo          |
| River Plate         | 2 - 3               | Gimnasia y Esgrima (LP) | Monumental          | 7 de marzo          |

| Fecha 5 - Interzonal | Fecha 5 - Interzonal | Fecha 5 - Interzonal | Fecha 5 - Interzonal | Fecha 5 - Interzonal |
| Local                | Resultado            | Visitante            | Estadio              | Fecha                |
| -------------------- | -------------------- | -------------------- | -------------------- | -------------------- |
| Banfield             | 1 - 0                | Temperley            | Florencio Sola       | 7 de marzo           |

## Serie por el campeonato
Se desarrolló entre los doce clasificados, los seis con mejor puntaje de cada zona, en una sola rueda de todos contra todos, jugada en cancha neutral.

### Tabla de posiciones final
| Pos. | Equipo                  | Pts. | PJ | PG | PE | PP | GF | GC | Dif. |
| ---- | ----------------------- | ---- | -- | -- | -- | -- | -- | -- | ---- |
| 1.º  | Boca Juniors            | 19   | 11 | 8  | 3  | 0  | 18 | 8  | 10   |
| 2.º  | Huracán                 | 16   | 11 | 7  | 2  | 2  | 20 | 12 | 8    |
| 3.º  | Estudiantes (LP)        | 14   | 11 | 5  | 4  | 2  | 16 | 13 | 3    |
| 4.º  | Unión                   | 13   | 11 | 5  | 3  | 3  | 16 | 13 | 3    |
| 5.º  | River Plate             | 13   | 11 | 3  | 7  | 1  | 13 | 11 | 2    |
| 6.º  | Newell's Old Boys       | 12   | 11 | 4  | 4  | 3  | 11 | 12 | −1   |
| 7.º  | Quilmes                 | 10   | 11 | 2  | 6  | 3  | 18 | 18 | 0    |
| 8.º  | Rosario Central         | 9    | 11 | 2  | 5  | 4  | 14 | 16 | −2   |
| 9.º  | Colón                   | 8    | 11 | 2  | 4  | 5  | 15 | 20 | −5   |
| 10.º | Independiente           | 6    | 11 | 3  | 0  | 8  | 17 | 17 | 0    |
| 11.º | Gimnasia y Esgrima (LP) | 6    | 11 | 1  | 4  | 6  | 13 | 21 | −8   |
| 12.º | San Lorenzo             | 6    | 11 | 1  | 4  | 6  | 7  | 17 | −10  |

### Resultados
| Fecha 1           | Fecha 1   | Fecha 1                 | Fecha 1                         | Fecha 1     |
| Equipo 1          | Resultado | Equipo 2                | Estadio                         | Fecha       |
| ----------------- | --------- | ----------------------- | ------------------------------- | ----------- |
| Newell's Old Boys | 2 - 2     | Unión                   | Gigante de Arroyito             | 12 de junio |
| Huracán           | 3 - 1     | Gimnasia y Esgrima (LP) | El Gasómetro                    | 13 de junio |
| Independiente     | 1 - 2     | Boca Juniors            | Monumental                      | 13 de junio |
| Quilmes           | 4 - 1     | River Plate             | La Doble Visera                 | 13 de junio |
| San Lorenzo       | 2 - 2     | Estudiantes (LP)        | La Bombonera                    | 13 de junio |
| Rosario Central   | 3 - 0     | Colón                   | Coloso del Parque Indepencencia | 13 de junio |

| Fecha 2                 | Fecha 2   | Fecha 2           | Fecha 2                    | Fecha 2     |
| Equipo 1                | Resultado | Equipo 2          | Estadio                    | Fecha       |
| ----------------------- | --------- | ----------------- | -------------------------- | ----------- |
| Gimnasia y Esgrima (LP) | 4 - 3     | Independiente     | Jorge Luis Hirschi         | 19 de junio |
| Boca Juniors            | 1 - 0     | Newell's Old Boys | La Doble Visera            | 20 de junio |
| Colón                   | 1 - 1     | Unión             | Brigadier Estanislao López | 20 de junio |
| Estudiantes (LP)        | 1 - 1     | Huracán           | Del Bosque                 | 20 de junio |
| River Plate             | 2 - 2     | Rosario Central   | La Bombonera               | 20 de junio |
| San Lorenzo             | 1 - 1     | Quilmes           | Tomás A. Ducó              | 20 de junio |

| Fecha 3           | Fecha 3   | Fecha 3                 | Fecha 3                         | Fecha 3     |
| Equipo 1          | Resultado | Equipo 2                | Estadio                         | Fecha       |
| ----------------- | --------- | ----------------------- | ------------------------------- | ----------- |
| River Plate       | 3 - 2     | Colón                   | El Gasómetro                    | 26 de junio |
| Boca Juniors      | 1 - 1     | Estudiantes (LP)        | Monumental                      | 27 de junio |
| Newell's Old Boys | 1 - 0     | San Lorenzo             | Gigante de Arroyito             | 27 de junio |
| Quilmes           | 4 - 2     | Independiente           | Tomás A. Ducó                   | 27 de junio |
| Rosario Central   | 3 - 1     | Huracán                 | Coloso del Parque Indepencencia | 27 de junio |
| Unión             | 2 - 2     | Gimnasia y Esgrima (LP) | Brigadier Estanislao López      | 27 de junio |

| Fecha 4                 | Fecha 4   | Fecha 4           | Fecha 4                    | Fecha 4    |
| Equipo 1                | Resultado | Equipo 2          | Estadio                    | Fecha      |
| ----------------------- | --------- | ----------------- | -------------------------- | ---------- |
| Estudiantes (LP)        | 3 - 1     | Quilmes           | Del Bosque                 | 3 de julio |
| Unión                   | 1 - 0     | River Plate       | Brigadier Estanislao López | 3 de julio |
| Colón                   | 1 - 2     | Boca Juniors      | La Avenida                 | 4 de julio |
| Gimnasia y Esgrima (LP) | 0 - 1     | Newell's Old Boys | Jorge Luis Hirschi         | 4 de julio |
| Independiente           | 0 - 1     | Huracán           | La Bombonera               | 4 de julio |
| San Lorenzo             | 1 - 1     | Rosario Central   | Tomás A. Ducó              | 4 de julio |

| Fecha 5                 | Fecha 5   | Fecha 5           | Fecha 5            | Fecha 5     |
| Equipo 1                | Resultado | Equipo 2          | Estadio            | Fecha       |
| ----------------------- | --------- | ----------------- | ------------------ | ----------- |
| San Lorenzo             | 0 - 1     | Colón             | Tomás A. Ducó      | 9 de julio  |
| Gimnasia y Esgrima (LP) | 2 - 3     | Boca Juniors      | Jorge Luis Hirschi | 10 de julio |
| Estudiantes (LP)        | 1 - 2     | River Plate       | Del Bosque         | 11 de julio |
| Huracán                 | 4 - 2     | Unión             | El Gasómetro       | 11 de julio |
| Independiente           | 4 - 1     | Rosario Central   | La Bombonera       | 11 de julio |
| Quilmes                 | 1 - 1     | Newell's Old Boys | La Doble Visera    | 11 de julio |

| Fecha 6          | Fecha 6   | Fecha 6                 | Fecha 6                         | Fecha 6     |
| Equipo 1         | Resultado | Equipo 2                | Estadio                         | Fecha       |
| ---------------- | --------- | ----------------------- | ------------------------------- | ----------- |
| Colón            | 2 - 3     | Newell's Old Boys       | La Avenida                      | 14 de julio |
| Estudiantes (LP) | 2 - 1     | Unión                   | Del Bosque                      | 14 de julio |
| Quilmes          | 2 - 0     | Gimnasia y Esgrima (LP) | La Doble Visera                 | 14 de julio |
| River Plate      | 1 - 0     | Independiente           | Tomás A. Ducó                   | 14 de julio |
| Rosario Central  | 1 - 2     | Boca Juniors            | Coloso del Parque Indepencencia | 14 de julio |
| Huracán          | 4 - 2     | San Lorenzo             | La Bombonera                    | 14 de julio |

| Fecha 7           | Fecha 7   | Fecha 7                 | Fecha 7                    | Fecha 7     |
| Equipo 1          | Resultado | Equipo 2                | Estadio                    | Fecha       |
| ----------------- | --------- | ----------------------- | -------------------------- | ----------- |
| Colón             | 1 - 2     | Huracán                 | La Avenida                 | 17 de julio |
| Estudiantes (LP)  | 1 - 0     | Rosario Central         | Del Bosque                 | 18 de julio |
| Newell's Old Boys | 1 - 0     | Independiente           | Gigante de Arroyito        | 18 de julio |
| River Plate       | 1 - 1     | Gimnasia y Esgrima (LP) | Tomás A. Ducó              | 18 de julio |
| San Lorenzo       | 0 - 2     | Boca Juniors            | Monumental                 | 18 de julio |
| Unión             | 1 - 0     | Quilmes                 | Brigadier Estanislao López | 18 de julio |

| Fecha 8                 | Fecha 8   | Fecha 8           | Fecha 8                         | Fecha 8     |
| Equipo 1                | Resultado | Equipo 2          | Estadio                         | Fecha       |
| ----------------------- | --------- | ----------------- | ------------------------------- | ----------- |
| Boca Juniors            | 1 - 1     | River Plate       | Tomás A. Ducó                   | 25 de julio |
| Gimnasia y Esgrima (LP) | 2 - 2     | Colón             | Jorge Luis Hirschi              | 25 de julio |
| Independiente           | 5 - 1     | Estudiantes (LP)  | La Bombonera                    | 25 de julio |
| Rosario Central         | 2 - 2     | Quilmes           | Coloso del Parque Indepencencia | 25 de julio |
| Unión                   | 3 - 0     | San Lorenzo       | Brigadier Estanislao López      | 25 de julio |
| Huracán                 | 2 - 0     | Newell's Old Boys | El Gasómetro                    | 26 de julio |

| Fecha 9          | Fecha 9   | Fecha 9                 | Fecha 9             | Fecha 9     |
| Equipo 1         | Resultado | Equipo 2                | Estadio             | Fecha       |
| ---------------- | --------- | ----------------------- | ------------------- | ----------- |
| Boca Juniors     | 1 - 0     | Huracán                 | Monumental          | 1 de agosto |
| Estudiantes (LP) | 2 - 0     | Gimnasia y Esgrima (LP) | Jorge Luis Hirschi  | 1 de agosto |
| Quilmes          | 4 - 4     | Colón                   | La Bombonera        | 1 de agosto |
| River Plate      | 0 - 0     | San Lorenzo             | Tomás A. Ducó       | 1 de agosto |
| Rosario Central  | 0 - 0     | Newell's Old Boys       | Gigante de Arroyito | 1 de agosto |
| Independiente    | 0 - 1     | Unión                   | El Gasómetro        | 2 de agosto |

| Fecha 10          | Fecha 10  | Fecha 10                | Fecha 10                        | Fecha 10    |
| Equipo 1          | Resultado | Equipo 2                | Estadio                         | Fecha       |
| ----------------- | --------- | ----------------------- | ------------------------------- | ----------- |
| Rosario Central   | 1 - 1     | Gimnasia y Esgrima (LP) | Coloso del Parque Indepencencia | 3 de agosto |
| Boca Juniors      | 2 - 0     | Unión                   | Monumental                      | 4 de agosto |
| Colón             | 0 - 0     | Estudiantes (LP)        | La Avenida                      | 4 de agosto |
| Independiente     | 2 - 0     | San Lorenzo             | La Bombonera                    | 4 de agosto |
| Newell's Old Boys | 2 - 2     | River Plate             | Gigante de Arroyito             | 4 de agosto |
| Huracán           | 2 - 1     | Quilmes                 | El Gasómetro                    | 6 de agosto |

| Fecha 11                | Fecha 11  | Fecha 11         | Fecha 11                   | Fecha 11    |
| Equipo 1                | Resultado | Equipo 2         | Estadio                    | Fecha       |
| ----------------------- | --------- | ---------------- | -------------------------- | ----------- |
| Unión                   | 2 - 0     | Rosario Central  | Brigadier Estanislao López | 7 de agosto |
| Boca Juniors            | 1 - 1     | Quilmes          | Monumental                 | 8 de agosto |
| Colón                   | 1 - 0     | Independiente    | La Avenida                 | 8 de agosto |
| Gimnasia y Esgrima (LP) | 0 - 1     | San Lorenzo      | Jorge Luis Hirschi         | 8 de agosto |
| River Plate             | 0 - 0     | Huracán          | La Bombonera               | 8 de agosto |
| Newell's Old Boys       | 0 - 2     | Estudiantes (LP) | Gigante de Arroyito        | 8 de agosto |

## Serie por el descenso

### Tabla de posiciones final
| Pos. | Equipo             | Pts. | PJ | PG | PE | PP | GF | GC | Dif. |
| ---- | ------------------ | ---- | -- | -- | -- | -- | -- | -- | ---- |
| 1.º  | Temperley          | 14   | 9  | 6  | 2  | 1  | 15 | 6  | 9    |
| 2.º  | Atlanta            | 11   | 9  | 3  | 5  | 1  | 14 | 13 | 1    |
| 3.º  | Ferro Carril Oeste | 10   | 9  | 3  | 4  | 2  | 13 | 11 | 2    |
| 4.º  | Banfield           | 9    | 9  | 2  | 5  | 2  | 16 | 12 | 4    |
| 5.º  | Vélez Sarsfield    | 9    | 9  | 2  | 5  | 2  | 11 | 10 | 1    |
| 6.º  | Chacarita Juniors  | 9    | 9  | 3  | 3  | 3  | 11 | 14 | −3   |
| 7.º  | Argentinos Juniors | 8    | 9  | 0  | 8  | 1  | 11 | 15 | −4   |
| 8.º  | All Boys           | 7    | 9  | 2  | 3  | 4  | 12 | 14 | −2   |
| 9.º  | Racing Club        | 7    | 9  | 2  | 3  | 4  | 9  | 12 | −3   |
| 10.º | San Telmo          | 6    | 9  | 2  | 2  | 5  | 12 | 17 | −5   |

|  | Descendió a la Segunda División. |

## Descensos y ascensos
San Telmo descendió a Primera B, por lo que, con el ascenso de Platense y Lanús, el número de equipos participantes del Campeonato Metropolitano 1977 aumentó a 23, aunque el primero de los nombrados tomó parte del Campeonato Nacional 1976, ya que logró a mitad de año el primero de los dos ascensos programados.

## Goleadores
| Jugador              | Jugador          | Goles | Equipo            |
| -------------------- | ---------------- | ----- | ----------------- |
| Bandera de Argentina | Mario Kempes     | 21    | Rosario Central   |
| Bandera de Argentina | Víctor Marchetti | 19    | Unión             |
| Bandera de Argentina | Daniel Astegiano | 17    | Independiente     |
| Bandera de Argentina | Miguel Brindisi  | 16    | Huracán           |
| Bandera de Argentina | Alberto Beltrán  | 15    | Gimnasia (LP)     |
| Bandera de Argentina | José Palacios    | 15    | Newell's Old Boys |